# 3639 Weidenschilling
3639 Weidenschilling este un asteroid din centura principală, descoperit pe 15 octombrie 1985 de Edward Bowell.